# Antonio Mattei Lluberas
Antonio Mattei Lluberas (Yauco, 7 de setembro de 1857 — Yauco, 15 de janeiro de 1908) foi um empresário e político que, em 1897, planejou e liderou a segunda e última grande revolta contra o domínio espanhol em Porto Rico, conhecida como Intentona de Yauco.